# Credo niceno

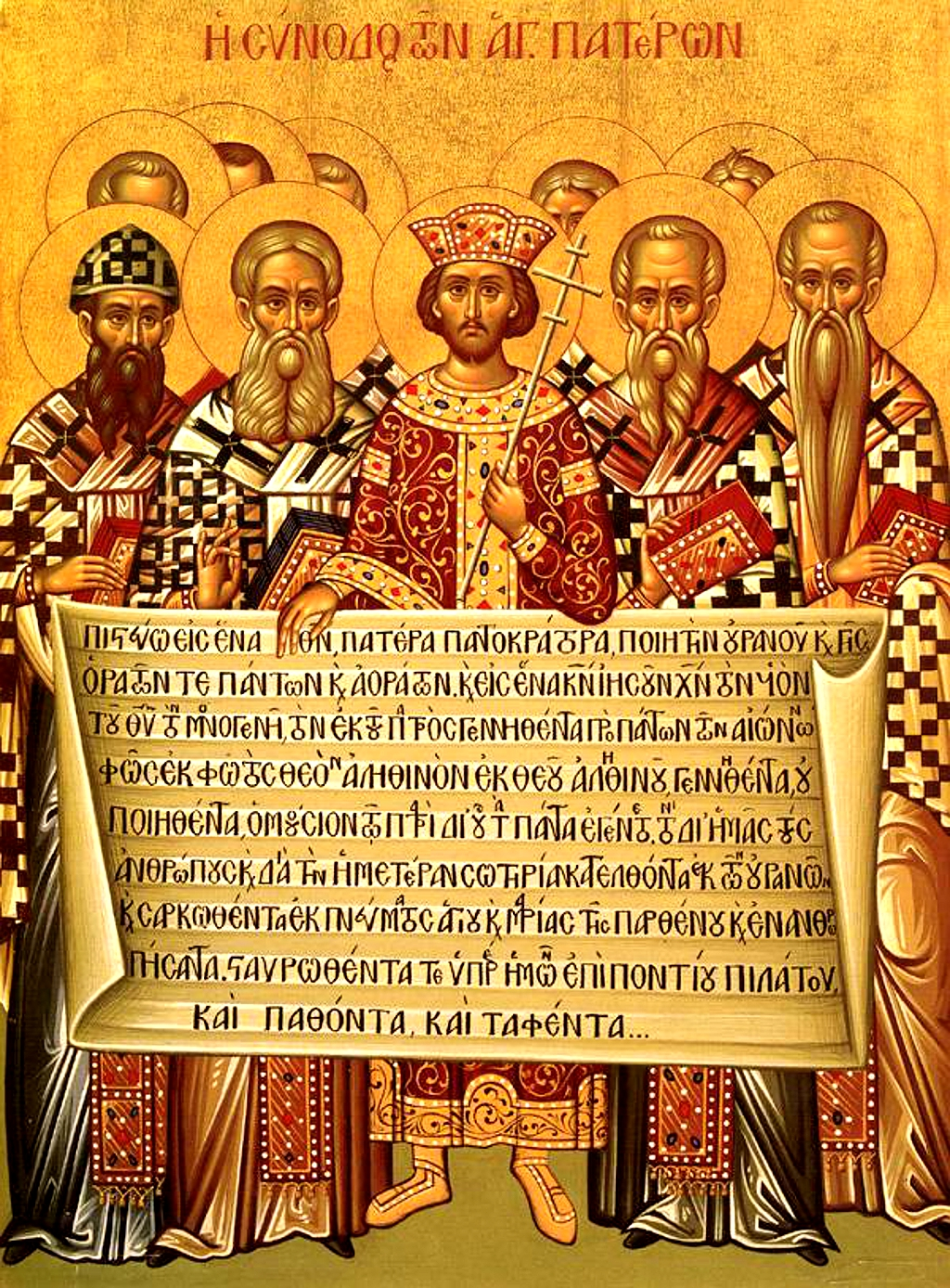
Ícone retratando Constantino e os Padres do Primeiro Concílio de Niceia (325). O texto mostrado é, no entanto, o Credo atribuído ao Primeiro Concílio de Constantinopla (381), com as alterações posteriores para uso na liturgia grega.

O Credo Niceno, Símbolo Niceno (em latim: Symbolum Nicaenum; em grego koiné: Σύμβολον τῆς Νικαίας), Credo de Constantinopla ou ainda Profissão de fé dos 318 Padres é a profissão de fé definidora do Cristianismo, adotada no Primeiro Concílio Ecumênico, reunido na cidade de Niceia da Bitínia (atual İznik, Turquia) em 325.

## História
O propósito de um credo é agir como um critério de crença correta, ou ortodoxia. Os credos do cristianismo foram elaborados em momentos de conflito sobre a doutrina: a aceitação ou rejeição de um credo serviu para distinguir os crentes e negadores de uma doutrina específica ou um conjunto de doutrinas. Por essa razão, um credo foi chamado em grego σύμβολον (symbolon), que significava a metade de um objeto quebrado para que, colocada junto com a outra metade, verificasse a identidade do portador. A palavra grega passou para symbolum em latim ("símbolo" em português).
O Credo de Niceia foi adotado em face do arianismo. Ário, um presbítero da Igreja de Alexandria, natural da Líbia, havia declarado que, embora o Filho fosse divino, ele era um ser criado no tempo e, portanto, não coessencial com o Pai. Isto fez com que Jesus fosse considerado inferior ao Pai, que colocou desafios soteriológicos para a doutrina da Trindade.

### Credo Niceno-Constantinopolitano
De acordo com a tradição, transmitida pelo Concílio de Calcedónia de 451, o Credo foi revisado em 381 pelo Primeiro Concílio de Constantinopla como "de acordo com o grande e santo Sínodo de Nice." Entretanto, muitos acadêmicos discordam dessa posição, alegando que ninguém nos anos de 381-451 analisou-o dessa maneira. Além disso, um credo "quase idêntico em forma" já era usado desde 374 por São Epifânio de Salamina. Apesar disso, a forma revisada é também denominada Credo Niceno ou Credo Niceno-Constantinopolitano.
Os atos do concílio de 381 não são conservados, e não existe documento com o texto do Credo Niceno-Constantinopolitano mais antigo dos atos do Concílio de Calcedônia de 451. No 431, o Primeiro Concílio de Éfeso citou o Credo Niceno de 325, e declarou que "é ilícito para qualquer um para apresentar, ou escrever, ou compor uma fé diversa (ἑτέραν  - no sentido de "contraditório" e não de "adicional") da estabelecida pelos Santos Padres reunidos com o Espírito Santo em Niceia" (ou seja, o Credo de 325). A falta de menção do Credo agora chamado Niceno-Constantinopolitano nos escritos do intervalo entre 381 (Primeiro Concílio de Constantinopla) e 451 (Concílio de Calcedônia), particularmente nos atos deste Concílio de Éfeso, até tem inspirado a alguns a ideia de que o texto foi apresentado ao Concílio de Calcedônia para superar o problema da proibição Efesina de novas formulações.
Porém, segundo a Encyclopædia Britannica e outros estudiosos, é mais provável a autoria ou aprovação do Concílio de Constantinopla, mas sobre a base não do Credo Niceno, senão de um Credo batismal local, talvez de Jerusalém, de Cesareia, de Antioquia ou de Constantinopla.
John N. D. Kelly, considerado entre os historiadores uma autoridade em matérias de fé, discorda da avaliação anteriormente mencionada. Kelly argumenta que, como o Primeiro Concílio de Constantinopla não foi considerado ecumênico até o Concílio de Calcedônia, em 451, a ausência de documentação nesse período não implica, por si só, a necessidade de rejeitar o credo revisado como uma ampliação do Credo Niceno original de 325.
O Credo Niceno-Constantinopolitano é parte da profissão de fé necessitada daqueles que irão exercer funções importantes nas igrejas Ortodoxa, Católica e Luterana, além de ser considerado normativo na maioria das denominações protestantes. O Cristianismo Niceno afirma Jesus como divino e "gerado do Pai". Várias visões teológicas conflitantes entre si existiram antes do século IV, estimulando a convocação dos concílios ecumênicos e o eventual desenvolvimento do Credo. Várias crenças não-nicenas emergiram e reemergiram desde a confecção do Credo, todas elas consideradas heresias pelas denominações que aderem ao Símbolo.
No Cristianismo Ocidental, o Credo Niceno é utilizado juntamente com o Credo dos Apóstolos e o Credo de Atanásio. Entretanto, parte dele pode ser encontrado como uma "Afirmação de Fé Autorizada" no volume principal da liturgia da Igreja Anglicana (Common Worship), publicado em 2000. Em contextos musicais, particularmente em Latim, o Credo Niceno é comumente referido apenas como Credo, a primeira palavra do texto na língua. Nos domingos e em solenidades, ou o Credo Niceno ou o Credo dos Apóstolos é recitado durante a Missa do rito romano, logo após a homilia. No rito bizantino, o Símbolo Niceno é cantado ou recitado durante a Divina Liturgia, imediatamente antes da oração eucarística, sendo também recitado diariamente nas completas.

#### Comparação entre os credos
A principal diferença entre os dois credos é a reafirmação realizada pelo Credo Niceno de 325 em conclusão sobre a divindade coessencial do Filho, aplicando-lhe o termo "consubstancial". Além disso, termina com as palavras "(Cremos) no Espírito Santo" e com um anátema contra os arianos.
Na seguinte tabela, letras negritas indicam as partes do Credo Niceno omitidas ou movidas no Niceno-Constantinopolitano, e letras cursivas as frases presentes no Niceno-constantinopolitano mas não no Niceno.
| Credo Niceno (325) | Credo Niceno-Constantinopolitano (381?) |
| --- | --- |
| Πιστεύομεν εἰς ἕνα θεὸν πατέρα παντοκράτορα, πάντων ὁρατῶν τε και ἀοράτων ποιητήν. | Πιστεύομεν εἰς ἕνα θεὸν πατέρα παντοκράτορα, ποιητὴν οὐρανοῦ καὶ γῆς, ὁρατῶν τε πάντων καὶ ἀοράτων·                                                                                    |
| Καὶ εἰς ἕνα κύριον Ἰησοῦν Χριστόν, τὸν υἱὸν τοῦ θεοῦ, γεννηθέντα ἐκ τοῦ πατρὸς μονογενῆ, τοὐτέστιν ἐκ τῆς οὐσίας τοῦ πατρός, | καὶ εἰς ἕνα κύριον Ἰησοῦν Χριστόν, τὸν υἱὸν τοῦ θεοῦ τὸν μονογενῆ, τὸν ἐκ τοῦ Πατρὸς γεννηθέντα πρὸ πάντων τῶν αἰώνων,                                                                 |
| θεὸν ἐκ θεοῦ, φῶς ἐκ φωτός, θεὸν ἀληθινὸν ἐκ θεοῦ ἀληθινοῦ, γεννηθέντα, οὐ ποιηθέντα, ὁμοούσιον τῷ πατρί | φῶς ἐκ φωτός, θεὸν ἀληθινὸν ἐκ θεοῦ ἀληθινοῦ, γεννηθέντα οὐ ποιηθέντα, ὁμοούσιον τῷ πατρί,                                                                                             |
| δι' οὗ τὰ πάντα ἐγένετο, τά τε ἐν τῷ οὐρανῷ καὶ τὰ ἐω τῇ γῇ | δι' οὗ τὰ πάντα ἐγένετο, |
| τὸν δι' ἡμᾶς τοὺς ἀνθρώπους καὶ διὰ τὴν ἡμετέραν σωτηρίαν κατελθόντα καὶ σαρκωθέντα καὶ ἐνανθρωπήσαντα, | τὸν δι' ἡμᾶς τοὺς ἀνθρώπους καὶ διὰ τὴν ἡμετέραν σωτηρίαν κατελθόντα ἐκ τῶν οὐρανῶν καὶ σαρκωθέντα ἐκ πνεύματος ἅγίου καὶ Μαρίας τῆς παρθένου καὶ ἐνανθρωπήσαντα                       |
| παθόντα, καὶ ἀναστάντα τῇ τρίτῃ ἡμέρᾳ, ἀνελθόντα εἰς τοὺς οὐρανούς, | σταυρωθέντα τε ὑπὲρ ἡμῶν ἐπὶ Ποντίου Πιλάτου καὶ παθόντα καὶ ταφέντα καὶ ἀναστάντα τῇ τρίτῃ ἡμέρα κατὰ τὰς γραφάς καὶ ἀνελθόντα εἰς τοὺς οὐρανούς καὶ καθεζόμενον ἐκ δεξιῶν τοῦ πατρός |
| καὶ ἐρχόμενον κρῖναι ζῶντας καὶ νεκρούς. | καὶ πάλιν ἐρχόμενον μετὰ δόξης κρῖναι ζῶντας καὶ νεκρούς· |
| | οὗ τῆς βασιλείας οὐκ ἔσται τέλος. |
| Καὶ εἰς τὸ ἅγιον πνεῦμα. | καὶ εἰς τὸ πνεῦμα τὸ ἅγιον, τὸ κύριον, καὶ ζῳοποιόν, τὸ ἐκ τοῦ πατρὸς ἐκπορευόμενον, τὸ σὺν πατρὶ καὶ υἱῷ συμπροσκυνούμενον καὶ συνδοξαζόμενον, τὸ ἐκλαλῆσαν διὰ τῶν προφητῶν·         |
| Τοὺς δὲ λέγοντας· ἦν ποτε ὅτε οὐκ ἦν, καὶ πρὶν γεννηθῆναι οὐκ ἦν, καὶ ὅτι ἐξ οὐκ ὄντων ἐγένετο, ἢ ἐξ ἑτέρας ὑποστάσεως ἢ οὐσίας φάσκοντας εἶναι, ἢ κτιστόν ἢ τρεπτὸν ἢ ἀλλοιωτὸν τὸν υἱὸν τοῦ θεοῦ, ἀναθεματίζει ἡ καθολικὴ ἐκκλησία. | Εἰς μίαν ἁγίαν καθολικὴν καὶ ἀποστολικὴν ἐκκλησίαν· ὁμολογοῦμεν ἓν βάπτισμα εἰς ἄφεσιν ἁμαρτιῶν· προσδοκοῦμεν ἀνάστασιν νεκρῶν, καὶ ζωὴν τοῦ μέλλοντος αἰῶνος. ἀμήν.                   |

Numa tradução portuguesa as diferenças aparecem assim:
| Credo Niceno (325) | Credo Niceno-Constantinopolitano (381?) |
| --- | --- |
| Cremos em um só Deus, Pai todo-poderoso, criador de todas as coisas visíveis e invisíveis. | Cremos em um só Deus, Pai todo-poderoso, Criador do céu e da terra, de todas as coisas visíveis e invisíveis.                                                                             |
| Ε em um só Senhor Jesus Cristo, o Filho de Deus, gerado unigênito do Pai, isto é, da substância do Pai; | E em um só Senhor, Jesus Cristo, Filho unigênito de Deus, gerado do Pai antes de todos os séculos                                                                                         |
| Deus de Deus, luz de luz, Deus verdadeiro de Deus verdadeiro, gerado, não feito, consubstancial ao Pai; | luz de luz, Deus verdadeiro de Deus verdadeiro, gerado, não feito, consubstancial ao Pai,                                                                                                 |
| por quem foram feitas todas as coisas que estão no céu ou na terra. | por que, foram feitas todas as coisas. |
| O qual por nós homens e para nossa salvação, desceu, se encarnou e se fez homem. | O qual por nós homens e para a nossa salvação, desceu dos céus: se encarnou pelo Espírito Santo, no seio da Virgem Maria, e se fez homem.                                                 |
| Padeceu e ressuscitou ao terceiro dia e subiu aos céus | Também por nós foi crucificado sob Pôncio Pilatos e padeceu e foi sepultado e ressuscitou ao terceiro dia conforme as Escrituras, e subiu aos céus, onde está assentado à direita do Pai. |
| Ele virá para julgar os vivos e os mortos. | Ele virá novamente, em glória, para julgar os vivos e os mortos; |
| | e o Seu reino não terá fim. |
| E no Espírito Santo. | E no Espírito Santo, Senhor e fonte de vida, que procede do Pai; e com o Pai e o Filho é adorado e glorificado: Ele falou pelos profetas.                                                 |
| E quem quer que diga que houve um tempo em que o Filho de Deus não existia, ou que antes que fosse gerado ele não existia, ou que ele foi criado daquilo que não existia, ou que ele é de uma substância ou essência diferente (do Pai), ou que ele é uma criatura, ou sujeito à mudança ou transformação, todos os que falem assim, são anatematizados pela Igreja Católica. | E na Igreja, una, santa, católica e apostólica. Confessamos um só batismo para remissão dos pecados. Esperamos a ressurreição dos mortos; e a vida do mundo vindouro. Amém.               |

## Conteúdo
O Credo Niceno afirma as seguintes crenças:
- Crença em um só Deus: Um só Deus em três Pessoas, dentre elas, o Pai Todo-Poderoso, criador do céu e da terra, de todas as coisas visíveis e invisíveis;
- Crença em Jesus Cristo: Jesus é o Filho Unigênito de Deus, gerado do Pai antes de todos os séculos e consubstancial ("de mesma substância, essência") ao Pai;
- Encarnação de Jesus Cristo: Jesus desceu do céu, se encarnando pelo Espírito Santo no ventre da Virgem Maria;
- Crucificação e Ressurreição de Jesus Cristo: Foi crucificado sob Pôncio Pilatos pela Humanidade; Ao terceiro dia, ressuscitou dos mortos;
- Ascensão de Jesus Cristo: Depois de sua ressurreição, subiu aos céus, estando sentado à direita do Pai;
- Segunda Vinda de Jesus Cristo: Voltará uma segunda vez para julgar todas as pessoas, instaurando um reino eterno;
- Crença no Espírito Santo: A terceira Pessoa da Santíssima Trindade, Senhor e vivificante, que procede do Pai e do Filho; Falou pelos profetas;
- Crença na Igreja Una, Santa, Católica e Apostólica: A Igreja é considerada una, santa (pois é o "corpo místico de Cristo"), católica (universal) e apostólica, contendo a mesma fé dos doze apóstolos;
- Batismo: Somente um batismo para a remissão dos pecados.